# Sandstump
Sandstump (Arenonemertes arenicolus) är en djurart som tillhör fylumet slemmaskar, och som beskrevs av Hylbom 1991. Enligt Catalogue of Life ingår Sandstump i släktet Arenonemertes och familjen Tetrastemmatidae, men enligt Dyntaxa är tillhörigheten istället släktet Arenonemertes, och ordningen Hoplonemertea. Det är osäkert om arten förekommer i Sverige. Inga underarter finns listade i Catalogue of Life.